# Vatne
Vatne est un village de la municipalité d'Ålesund, dans le comté de Møre og Romsdal, en Norvège. Le village de Vatne est situé à l'extrémité sud du Vatnefjorden, dans la partie orientale de la municipalité de Haram. Les autres villages voisins de la région de Vatne comprennent Eidsvik et Tennfjord au sud, et Helle au nord.